# Vöröslábú kárókatona
A vöröslábú kárókatona vagy tarka kárókatona (Phalacrocorax gaimardi) a madarak (Aves) osztályának a szulaalakúak (Suliformes) rendjébe, ezen belül a kárókatonafélék (Phalacrocoracidae) családjába tartozó faj.

## Előfordulása
Dél-Amerika nyugati tengerparti vidékén él. Chile, Peru és a Falkland-szigetek területén, valamint Argentína déli részén honos.

## Alfajai
- Phalacrocorax gaimardi cirriger
- Phalacrocorax gaimardi gaimardi

## Megjelenése
Testhossza 90 centiméter. A test nagyon nyúlánk, de erős és hengeres. Nyaka hosszú, vékony fehér folttal, az arcrésze élénk vörös, szeme körül csillagszerű minta van, a csőre vékony és enyhén kampós. Nevét vörös úszóhátyás lábairól kapta.
A hímnek nászidőszakban fehér üstökszerű tollai nőnek, ami később kihullik.

## Életmódja
A tengerpartokon víz alá bukással keresi halakból, rákokból és tintahalakból álló táplálékát.

## Szaporodása
Kőpárkányokra, tengeri növényekből készített fészekbe rakja tojásait.